# كاتلين ماهوني
كاتلين ماهوني (بالإنجليزية: Caitlin Mahoney)‏ (2 يناير 1990 - ) هي لاعبة كرة طائرة الولايات المتحدة.

## وصلات خارجية
- كاتلين ماهوني على موقع عالم الكرة الطائرة (الإنجليزية)